# IT-styrning
IT-styrning (engelska IT governance) är konsten att styra en verksamhet så att IT tillför så stort värde som möjligt. Detta innebär bland annat att skapa en organisationsmodell som passar verksamhetens övergripande mål, att definiera processer för hantering av IT-frågor på kort och lång sikt samt att kontinuerlig följa upp att IT-organisationen levererar rätt kvalitet på rätt sätt.
Den som är ytterst ansvarig för IT-styrningen i en organisation brukar kallas Chief Information Officer, CIO, eller IT-chef. Många stora managementkonsultbolag jobbar också med att ge andra organisationer stöd i IT-styrningsfrågor.
IT-styrning är också en akademiskt forskningsområde. Internationellt är Massachusetts Institute of Technology, MIT, och University of Antwerp framstående. I Sverige forskas det inom IT styrning bland annat på Avdelningen för Industriella informations- och styrsystem, KTH, samt på Centrum för Affärssystem vid Handelshögskolan i Göteborg.
Intresse och förmåga att bedriva IT-styrning är delvis besläktad med IT-strategi. Ett begrepp som syftar till att hantera ungefär samma område eller bör leda till samma resultat. 
En möjlig orsak till att närliggande områden röner uppmärksamhet är att dessa processer och kunskaper behövs för att hantera IT-ledningsfrågor, strategisk IT-utveckling eller att hantera affärsplanen i en organisation.